# Anhídrido acético
El anhídrido acético, comúnmente abreviado Ac2O,es uno de los anhídridos carboxílicos más simples. Con fórmula química (CH3CO)2O, es uno de los reactivos más ampliamente usados en síntesis orgánica. Es un líquido incoloro, que huele fuertemente a vinagre (ácido acético) debido a su reacción con la humedad del aire.

## Propiedades
El anhídrido acético se disuelve en agua hasta aproximadamente un 2,6% (m/m). Sin embargo, una solución acuosa de anhídrido acético no es estable porque este descompone en unos pocos minutos (el tiempo exacto depende de la temperatura) en una solución de ácido acético.

## Producción
Industrialmente el anhídrido acético puede ser producido por oxidación del acetaldehído con O2, formándose ácido peracético CH3C(=O)OOH que reacciona catalíticamente con otra molécula de acetaldehído para dar el anhídrido acético; o por pirólisis del ácido acético a cetena CH2=C=O, la cual a continuación en una segunda etapa reacciona con una molécula de ácido acético para formar el anhídrido acético; o por carbonilación catalítica (empleando monóxido de carbono) del acetato de metilo.
En el laboratorio, el anhídrido acético puede prepararse, con buen rendimiento, mediante la reacción entre el cloruro de acetilo y el acetato de sodio:
{\displaystyle {\ce {CH3COCl + CH3COO- Na+ -> NaCl + CH3COOCOCH3}}}
También puede sintetizarse mediante la reacción entre el cloruro de acetilo y el ácido acético, o mediante la reducción del anhídrido maleico con diazeno.

## Usos
El Ac2O es ampliamente empleado en química para la acetilación de alcoholes y aminas.
La mayor parte de la producción de anhídrido acético va a parar a la fabricación de acetato de celulosa (plásticos y fibras textiles).
Otras aplicaciones, por ejemplo, son la síntesis de la tetraacetiletilenodiamina (TAED) en la industria de detergentes, y la síntesis de fármacos tales como el ácido acetilsalicílico (aspirina) o el paracetamol.
También puede actuar como deshidratante.

## Reacciones
La hidrólisis del anhídrido acético produce ácido acético:
(CH3CO)2O + H2O → 2CH3COOH
El anhídrido acético es un agente acetilante que reacciona con nucleófilos, por ejemplo con alcoholes para formar ésteres acéticos:
(CH3CO)2O + ROH → CH3COOR + CH3COOH

## Seguridad
El anhídrido acético es corrosivo, irritante e inflamable, recomendación de utilizar la campana de laboratorio.